# Nefiódovka
Nefiódovka (en rus: Нефёдовка) és un poble de l'óblast de Vladímir, a Rússia, que en el cens del 2010 tenia 5 habitants. Pertany al districte de Koltxúguino.